# 金浦线
金浦线（：／ Gimpo seon */?）是位于韩国首尔江西区和京畿道富川市的一条已废弃的铁路，路线自富川站起始，至金浦站终止，在1980年废止。

## 路线资料
- 路线距离：9.2km
- 轨间距离：1435mm
- 车站数：3
- 复线区间：全线单线
- 电化区间：无

## 历史
- 1951年8月20日：开通路线。
- 1980年8月10日：路线废止。

## 车站分布
| 车站名 | 朝鲜语站名 | 累计距离（km） | 连接路线 | 所在地点     |
| 富川站 | 부천역     | 0.0            | 京仁线   | 京畿道富川市 |
| 若大站 | 약대역     |                |          | 京畿道富川市 |
| 金浦站 | 김포역     | 9.2            |          | 首尔江西区   |